# Politiezone Brasschaat
De Politiezone Brasschaat (zonenummer 5352) is een Belgische politiezone bestaande uit één gemeente, namelijk Brasschaat. De politiezone behoort tot het gerechtelijk arrondissement Antwerpen.
De zone wordt geleid door korpschef Barbara Cloet.
Het hoofdcommissariaat van de politiezone is gelegen aan de Hemelakkers 40.